# Каплунов, Родион Павлович
Каплунов, Родион Павлович (11 июля 1904, Дорогобуж Смоленской области — 12 января 1975, Москва) — советский учёный-горняк, автор классификации и метода выбора систем разработки рудных месторождений. Доктор технических наук, профессор Московского горного института.

## Биография
Родион Павлович Каплунов родился на Смоленщине в городе Дорогобуже в семье служащего местного лесничества. Обучался в гимназии, которая после революции была реорганизована в школу II ступени. В 1921 г. Р. П. Каплунов стал студентом горного факультета Московской горной академии. Ученик академика А. М. Терпигорева.
В 1926 г. Р. П. Каплунов оканчивает Московскую горную академию и начинает свою профессиональную деятельность горного инженера с должности технического руководителя Щёкино-Лазаревского рудного района Подмосковного бассейна. Затем работал в Криворожском бассейне, где прошел трудовой путь от начальника участка (на шахте «МОПР») до главного инженера рудоуправления.
В 1933 г. Р. П. Каплунова назначают главным инженером создаваемого в Москве треста «Центруда». Под его руководством и при непосредственном участии были выполнены проекты реконструкции и технического перевооружения ряда важнейших горных объектов центральных железорудных районов страны (в основном, Липецкого, Тульского и Хопёрского), проведены производственно-экспериментальные изыскания по применению новых систем разработки.
С 1934 г. начинает преподавательскую деятельность, а в 1937 г. полностью переходит на работу в Московский горный институт (сегодня – Горный институт НИТУ «МИСиС»), где с 1940 г. возглавляет новую кафедру подземной разработки рудных месторождений, образовавшуюся при разделении бывшей кафедры эксплуатации рудных месторождений на две. Второй стала кафедра открытых горных работ, заведующим которой назначен его однокашник и коллега, выдающийся ученый-горняк и педагог Евгений Фомич Шешко.
В 1941 г., с началом Отечественной войны, назначен главным инженером Бакальского рудоуправления на Урале. В конце 1943 г. Р. П. Каплунова переводят в г. Ленинабад на должность заместителя директора и главного инженера института «Гипроредмет», где ему поручается проектирование и строительство первенцев ураново-рудной промышленности — рудников «Табашар» и «Чорух-Дайрон».
После войны возвращается в Москву в МГИ, где работал до своей смерти в 1975 году. В последние годы жизни был профессором—консультантом СОПС Госплана СССР, ЦНИГРИ, Центрального научно-исследовательского института информации и техникоэкономических исследований цветной металлургии.

## Научная и преподавательская деятельность
Р. П. Каплунов разработал классификацию и метод выбора систем разработки рудных месторождений; предложил схемы механизированной выемки маломощных рудных месторождений с использованием бурильно-транспортных агрегатов; обосновал техническую целесообразность термического бурения в горнорудной промышленности.
Особенно значительны его работы Р. П. Каплунова в области методологии выбора систем разработки и оценки потерь и разубоживания руды, рационального использования сырьевой базы различных районов страны, совершенствования наиболее трудоемких процессов добычи руд.
В конце тридцатых годов Р. П. Каплунов впервые в мировой практике по инициативе своего учителя академика А. М. Терпигорева проводит в АН СССР исследование уровня и структуры потерь руды на металлических рудниках, сыгравшее вместе с последующими его работами в этой области большую роль в организации систематической борьбы с потерями и разубоживанием при разработке рудных месторождений.
Р. П. Каплунов одним из первых рассмотрел проблему промышленного использования железистых кварцитов Криворожья, выступив в печати в 1931 г. с технико-экономическими обоснованиями её решения и организовав опробование кварцитов в южной части бассейна. Совместно с инженером Н. А. Ярцевым им были проведены исследования по вопросам разработки бедных железных руд Советского Союза и выдвинуты предложения большого народнохозяйственного значения.
Широкую известность получили работы, проведенные под руководством Р. П. Каплунова по механизации разработки маломощных месторождений на базе использования бурильно-транспортных агрегатов, а также по совершенствованию способов вторичного дробления и выпуска руды.
Профессор Р. П. Каплунов был инициатором работ в области термического бурения, начатых в 1954 г. по заданию МЧМ СССР. Он руководил исследованиями и опытными работами, проводимыми совместно коллективами Московского горного института, МВТУ им. Баумана и Харьковского авиационного института.
На посту председателя Комиссии по термическому бурению Государственного научно-технического комитета Совета Министров СССР с момента её создания профессор Р. П. Каплунов провел большую работу по координации и руководству научными исследованиями в СССР, направленную на создание и внедрение нового, эффективного способа бурения взрывных скважин в крепких породах.
Плодотворно было участие Р. П. Каплунова в работе Комиссии по железу АН СССР, где под председательством академика И. П. Бардина рассматривались основные проблемы развития и размещения железорудной промышленности как сырьевой базы чёрной металлургии нашей страны. На протяжении ряда лет профессор Р. П. Каплунов был председателем Всесоюзной горно-обогатительной секции НТО ЧМ.
Весьма существенный вклад внес профессор Р. П. Каплунов в горнотехническую литературу, он автор более 100 научных трудов, среди которых такие фундаментальные, как первый отечественный «Справочник по горнорудному делу» под научной редакцией академика А. М. Терпигорева и профессора Р. П. Каплунова, монография по разработке месторождений бурых железняков центральной части СССР, монография по подземной разработке рудных месторождений в зарубежных странах, учебники по подземной разработке рудных и россыпных месторождений и др.
За четверть века работы в МГИ проф. Р. П. Каплунов подготовил более 800 высококвалифицированных горных инженеров. Некоторые из них впоследствии стали руководителями министерств, начальниками и главными специалистами главков, крупных горнорудных предприятий, научных учреждений, докторами и кандидатами наук.

## Семья
Сын — Каплунов, Давид Родионович, советский и российский учёный в области горных наук, член-корреспондент РАН (1997).